# Сауна
Сауна (на фински: sauna) е финландската парна баня.
Представлява стая или малка постройка с температура на въздуха от 70 до 100 °C и е място за отдих, релаксация и усамотяване от векове насам при някои народи. В нея има дървена лежанка и нагревател, покрит със специални камъни (на фински: kiuas). Влажността на въздуха се регулира от водата, която се налива върху камъните и създава пара. Високата температура, в съчетание с парите, предизвиква изпотяване.
Сауната, освен баня, е място за събиране и разговори.